# Янку-Жіану (комуна)
Янку-Жіану (рум. Iancu Jianu) — комуна у повіті Олт в Румунії. До складу комуни входять такі села (дані про населення за 2002 рік):
- Добрічень (808 осіб)
- Преотешть (144 особи)
- Янку-Жіану (3524 особи)

Комуна розташована на відстані 163 км на захід від Бухареста, 27 км на захід від Слатіни, 25 км на північний схід від Крайови.

## Населення
За даними перепису населення 2002 року у комуні проживали 4476 осіб.
Національний склад населення комуни:
| Національність | Кількість осіб | Відсоток |
| -------------- | -------------- | -------- |
| румуни         | 4390           | 98,1%    |
| цигани         | 85             | 1,9%     |
| греки          | 1              | < 0,1%   |

Рідною мовою назвали:
| Мова      | Кількість осіб | Відсоток |
| --------- | -------------- | -------- |
| румунська | 4390           | 98,1%    |
| циганська | 85             | 1,9%     |
| грецька   | 1              | < 0,1%   |

Склад населення комуни за віросповіданням:
| Релігія            | Кількість осіб | Відсоток |
| ------------------ | -------------- | -------- |
| православні        | 4453           | 99,5%    |
| адвентисти         | 21             | 0,5%     |
| не вказали релігію | 2              | < 0,1%   |